# Frymburk, Český Krumlov
Frymburk là một chợ huyện thuộc huyện Český Krumlov, vùng Jihočeský, Cộng hòa Séc.